# Stick It
Stick It er en amerikansk teenage komedie-dramafilm, hvor medvirkende er Jeff Bridges, Missy Peregrym og Vanessa Lengies. Filmen er skrevet og instrueret af Jessica Bendinger, medforfatter til Bring It On, og denne film er hendes instruktørdebut. Filmen er produceret af Touchstone Pictures og blev udgivet den 28. april 2006. 